# Attaque 77
Attaque 77 è un gruppo punk rock composto a Buenos Aires, Argentina nel 1987. Membri attuali sono Demián "Ciro" Pertusi, Mariano Gabriel Martinez, Leonardo De Cecco e Luciano Scaglione.

## Storia
Il gruppo si forma nel 1987 da alcuni amici che si ritrovavano per suonare le loro canzoni preferite, la maggior parte delle quali dei Ramones, band che moltissimo ha influenzato il loro stile. Iniziarono a comporre brani punk, testi che contenevano riferimenti al mondo proletario, agli operai in fabbrica, ai lavoratori sfruttati. Di recente hanno cambiato di molto il loro genere, ma continuano ad essere una delle migliori e famose bande di punk rock in Argentina.

### Inizi
Durante i primi anni suonavano un genere punk monotono, caratteristico dei gruppi anni ottanta, mentre adesso i loro dischi riflettono uno stile più morbido, influenzato dallo ska, dal reggae, dall'hard rock e dal new wave. Due dei suoi membri sono vegetariani e perciò hanno composto canzoni in favore della libertà animale, come "Espiral de silencio" (spirale di silenzio), "San Fermín", "Ojos de perro" (occhi di cane) e altre.
Sono diventati famosi con l'album "El cielo puede esperar", mentre l'album più venduto è stato "Amén" e grandissimo successo ha riscosso l'album "Antihumano".
Secondo le classifiche la loro canzone più conosciuta è "Hacelo por mi" (fallo per me) e la canzone con il testo più significativo è "Canción Inutil".

### Fondazione
Gli Attaque 77 nascono nel 1987 a seguito dello scioglimento del gruppo punk "Cabeza de Navaja", integrati da Federico Pertusi che fu chiamato come cantante. Il gruppo era dunque formato dai fratelli Pertusi (Federico e Ciro) voce e basso, da Mariano Martínez e Daniel "Daño" Cafieri (zio di Mariano) alle chitarre e Claudio Leiva alla batteria.
Il 1º febbraio 1988 registrarono su cassetta, in maniera molto artigianale, un demo da spedire alle case discografiche che chiamarono "Yo Te Amo". Questa cassetta contiene pezzi che poi furono registrati più professionalmente, e che sono "Ya Sé", "Ella Estaba Muerta" (poi registrato come "Muerta"), "Qué Alegría" ("Tiempo Para Estar") e "Muy Sucio para Vos", "Nunca Más" (pezzo che poi venne registrato con un testo e un titolo differente, "Lo Que Quieras") e pezzi che ancora sono rimasti inediti, come "Mi Desesperación", "Delincuente" e "El Recuerdo" (che poi verranno registrati anni dopo da Federico Pertusi con il suo nuovo gruppo "De Romanticistas Shaolin's" nel disco "Efecto Namores". La canzone che dà il nome a questo demo, "Yo Te Amo", divenne un classico per i fans e oggi è un brano tra quelli che vengono più richiesti nei concerti.

### Debutto
Il 21 ottobre 1987 debuttarono ufficialmente nella discoteca Cemento facendo da spalla al gruppo "Descontrol" e, in omaggio al movimento punk inglese di fine anni settanta, scelsero il nome Attaque 77.
La loro prima apparizione discografica fu nella compilation "Invasión 88", nella quale comparivano vari gruppi punk argentini. Gli Attaque 77 si inserirono con in brano "Sola en la Cancha" (cantato da Ciro) e "BAD (Brigada Anti Disturbios)". In successive ristampe di questo disco, in formato CD verranno inserite anche "No Te Quiero Más" y "Nunca Más", prodotte nella stessa sessione di registrazione.
Successivamente, a causa di differenze nello stile musicale, Danio e Leiva si allontanarono dal gruppo. Alla batteria arriverà Leonardo "Chito" De Cecco, e la band d'ora in poi sarà stabilmente un quartetto.
In quegli anni, Radio Trípoli gli propone la registrazione del disco-debutto che si chiamerà "Dulce Navidad" e che per mancanza di fondi della casa discografica sarà composto da sole sette tracce. Si sarebbe dovuto lanciare sul mercato nel dicembre del 1988, per questo gli diedero quel titolo (parte del ritornello del brano "Papá Llegó Borracho"), però si ritardò la sua uscita e alla fine vide la luce nei primi mesi dell'anno seguente. I problemi economici che avevano portato alla modifica del disco sembrarono porre la band sull'orlo di un prossimo scioglimento, e difatti Federico si ritirerà lasciando il posto a Adrián "Chino" Vera.

### Anni novanta
Nel 1990 si ritorna in sala registrazione ed esce il loro secondo disco, "El Cielo Puede Esperar", prodotto da Juanchi Baleirón (Los Pericos) che produce un momento di molta popolarità. "Hacelo por Mí" viene suonata in tutte le radio non solo argentine, ma anche di altri paesi dell'America Latina, ed anche un programma televisivo arriverà a chiamarsi così vista la popolarità. Il disco fu presentato nello stadio Obras il 5 e il 6 ottobre 1991, occasione che fece registrare il tutto esaurito. Per "Hacelo por Mí" il gruppo ottiene il riconoscimento del "triple platino" e inizia un lungo tour che li porta dal Paraguay fino alla Terra del Fuoco. Il concerto di Obras fu registrato e venduto con il nome "Rabioso! La Pesadilla Recién Comienza...", terzo album che rapidamente ottiene il disco d'oro.
Nel 1992 registrano l'ultimo disco con la casa Radio Trípoli che è anche l'ultimo con Adrián Vera al basso. Il titolo "Ángeles Caídos" contiene brani come "América", "Chicos y perros" e la cover di J.L. Pelales "Por qué te Vas". In questo album la band compie una svolta verso la maturità artistica, i testi hanno sempre più connotazioni sociali e la musica è più elaborata.
Luciano Scaglione rimpiazza Adrián Vera e inizia un nuovo tour per il sud del paese mentre vengono contrattati dalla BMG per il successivo album "Todo está al Revés".
Aprono i concerti di Iggy Pop a Obras e continuano il tour verso il Cile dove riempiono il "Teatro Esmeralda".
Nel 1994 viene stampata una raccolta con il titolo "'89-'92", che contiene versioni demo di brani dei dischi precedenti, un brano inedito, "Volver a Empezar",  e un altro semi-inedito, "B.A.D.", un live che era contenuto solo nella raccolta "Invasión '88", ma in nessun disco ufficiale. Viaggiano verso l'Uruguay e condividono un tour con i "Lethal" e i "Rata Blanca".
Nel maggio 1995 nasce "Amen", settimo album che contiene brani come "Tres Pájaros Negros", "Muerta" e la cover del successo di Bob Marley "Redemption Song".
Nel 1996 aprono insieme ai "2 minutos", ai "Superuva", a Iggy Pop e ai Toten Hosen lo show d'addio dei Ramones all'Argentina che si svolse nello stadio del River Plate di fronte al tutto esaurito.
A novembre ripartono per un tour internazionale, suonando in Perù, in Messico e a Miami, presso gli studi di MTV Latina. Al loro ritorno, parteciparono allo show dei Sex Pistols. Cominciarono il 1997 ripartendo per un tour lungo la costa atlantica argentina toccando 29 città, compreso uno spettacolare concerto di massa sulla spiaggia di Mar del Plata.
Durante questo tour il 2 e il 3 agosto festeggiarono i primi dieci anni di attività con due concerti presso il Teatro Cemento.
Per l'occasione, prepararono un video documentario che ripercorreva tutta la carriera del gruppo
A settembre viene registrato e mixato l'ottavo album con Jim Wirt (già collaboratore dei No Doubt, L.A. Guns, Suicidal Tendencies, ecc.). Il disco,  "Un día Perfecto" contiene 15 canzoni dal genere molto vario, una delle quali è la cover degli Auténticos Decadentes "Qué Vas", e altra rarità, il brano "Heróe de Nadie" (che faceva parte del disco "Todo Está Al Revés") cantato in inglese da Luciano Scaglione che aveva vissuto parecchi anni negli Stati Uniti. Questo album, il miglior secondo molti fan, mostra un'altra svolta: i testi (per la maggior parte composta da Ciro Pertusi) son più personali e la musica più curata. Dopo il tour argentino, gireranno quasi tutto il continente centro-sud americano, da Miami a Città del Messico, passando da Lima, Santiago del Cile e Montevideo e tornando a Buenos Aires, dove suoneranno per il Festival delle Madri di Plaza de Mayo di fronte a 35.000 persone.
Dopo dunque due anni di concerti nel 1999 ecco il nono album "Otras Canciones", dove convergono vari stili e vari artisti come "Legião Urbana", The Who, "Rafael Alberti, Ramones, Los Auténticos Decadentes, "Stiff Little Fingers", Roberto Carlos.
Durante quella stagione musicale, invitarono in un paio d'occasioni gli spagnoli Ska-P, continuarono gli interminabili tour in Cile (a Santiago e a Valparaíso e per la prima volta suonarono in Brasile (a San Paolo) e in Spagna (12 concerti in 23 giorni).
Poi, tornati in America Latina, suonarono in Costa Rica e a Panama e di nuovo in Argentina, da Buenos Aires a Cordoba e a Mendoza.

### Anni duemila
Nel duemila continuarono il tipico tour per la costa atlantica e a marzo di ritrovano a Madrid con Jim Wirt per registrare il videoclip "El Pobre", e per compiere la loro seconda serie di concerti nella penisola iberica. Tornati in Argentina, esce il decimo disco "Radio Insomnio".
Il 2001 lo iniziano registrando uno show dal vivo che uscirà con il titolo Trapos. Un anno dopo, ancora un altro album, Amateur.
Nel 2004 il nuovo lavoro, "Antihumano" tredicesimo album e uno di quelli che più ha raccolto successo, superando il disco di platino in America Latina.
Nel 2005 iniziano il tour della costa insieme a "Babasonicos", "Leon Gieco", "El otro yo", "Almafuerte". Esce anche il videoclip "Arrancacorazones", che rimarrà nelle classifiche latinoamericane per mesi, mentre il disco "Un Dia Perfecto", uscito nel 1997, diventa Disco d'Oro.
Nel 2006 registrano il quinto videoclip, "La gente habla sola", che arriva ai primissimi posti delle classifiche delle TV sudamericane. Quando "Antihumano" aveva già venduto più di 60 000 copie, il gruppo già pensava al successivo lavoro, che uscirà il 6 dicembre con il titolo "Pirotecnia Autorizada" come raccolta di quattro brani.
Nel 2007 hanno compiuto 20 anni di carriera, festeggiandoli con una serie di concerti lungo la costa aspettando l'uscita del quattordicesimo album, "Karmagedon", sul mercato dal mese di marzo.

## Composizioni

### Composizione Attuale (dal 1992 ad oggi)
- Mariano Gabriel Martínez: Chitarra e voce (Foto: primo dalla destra)
- Luciano Scaglione: Basso e voce (Foto: primo dalla sinistra)
- Leonardo De Cecco: Batteria (Foto: secondo dalla sinistra)

### Ex Membri
- Ciro Demián Pertusi (1987- 2009): Voce, seconda chitarra
- Federico Pertusi (1987-1989): Voce
- Adrián "Chino" Vera (1989-1992): Basso
- Claudio Leiva (1987-1988): Batteria
- Daniel "Danio" Caffieri Martinez (1987-1988): Chitarra

### Discografia
| Anno | Álbum                                         |
| ---- | --------------------------------------------- |
| 1989 | Dulce navidad                                 |
| 1990 | El cielo puede esperar                        |
| 1991 | Rabioso (La pesadilla recien comienza) (live) |
| 1992 | '89-'92                                       |
| 1993 | Angeles Caidos                                |
| 1994 | Todo esta al reves                            |
| 1995 | Amen!                                         |
| 1997 | Un dia perfecto                               |
| 1998 | Otras canciones                               |
| 2000 | Radio Insomnio                                |
| 2001 | Trapos (live)                                 |
| 2001 | Caña *                                        |
| 2002 | Amateur                                       |
| 2004 | Antihumano                                    |
| 2006 | Obras Cumbres (compilation)                   |
| 2006 | Pirotecnia Autorizada (EP)                    |
| 2007 | Karmagedon                                    |
| 2009 | Estallar                                      |
| 2012 | Acústico Teatro Opera (cd e dvd live)         |
| 2019 | Triángulo de Fuerza                           |
| 2021 | Sesiones Pandémicas                           |

Nota: Esistono altre registrazioni, ma nessuna di queste ufficiali, che sono "Yo Te Amo", "Más de un millón" e "Estoy harto".
(*) Il disco "Caña!" è una "raccolta di brani" uscita in, ma non in Argentina.
(**) Il nuovo CD, intitolato "Karmagedon" è stato presentato il 20 marzo 2007 e contiene 17 brani, più il videoclip "Buenos Aires en llamas".

## Gruppi simili
- 2 Minutos
- A.N.I.M.A.L.
- Todos Tus Muertos
- Los Violadores